# Джин Залескі

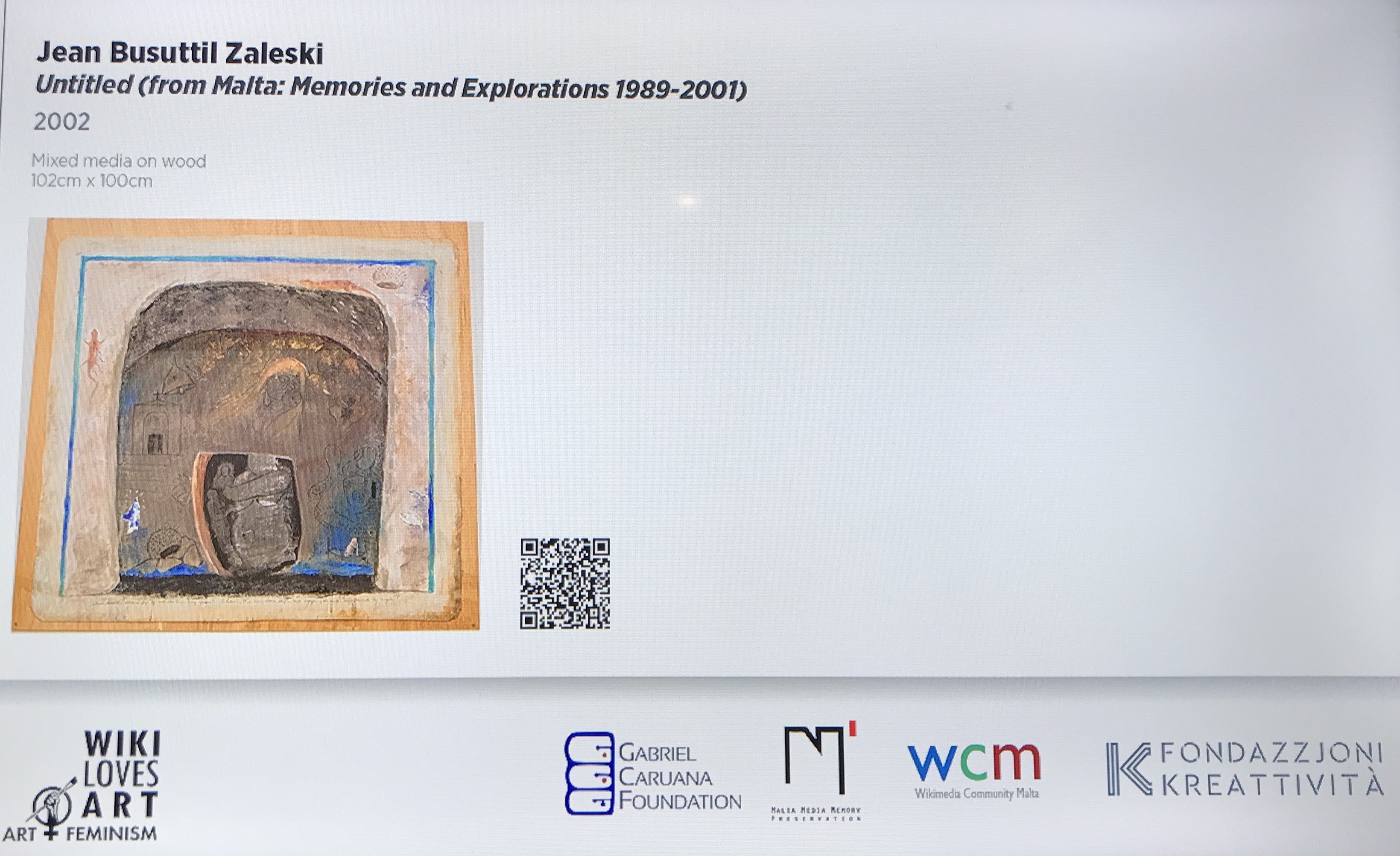
Фото з виставки 2019 року в Spazju Kreattiv у Валлетті, Мальта, художників з Мальти або вихідців з Мальти. Це зображення є моніторним дисплеєм (плакат музею), що описує художника та витвір мистецтва — «Без назви (з Мальти: Спогади та дослідження 1989—2001)» 2002 р.

Джин Залескі (Jean Zaleski) (11 квітня 1920, Біркіркара, Мальта — 2 травня 2010, Мальта) — мальтійська художниця, яка провела більшу частину свого дорослого життя в Сполучених Штатах Америки. Її роботи були представлені на виставках у США і на Мальті.

## Біографія
Джин Залескі народилася в багатодітній родині 11 квітня 1920 року в Біркіркара. Вона була найменшою з одинадцяти дітей. У 1928 році, коли дівчинці виповнилося вісім років, родина емігрувала до Сполучених Штатів Америки.

## Освіта
Залескі навчалася на художника в Сполучених Штатах у Філадельфійському коледжі мистецтв і дизайну Мура. До того ж вона вдосконалювала свої знання і вміння в Нью-Йорку в інституті Пратта, у школі дизайну Парсонса і лізі студентів-художників. У 1986 році Джин Залескі отримала премію Сьюзен Ентоні в області живопису від національної організації жінок. Серед важливих моментів її кар'єри були запрошення колишнього президента Джиммі Картера в 1975 році до Білого дому та отримання «Премії Сьюзен Б. Ентоні» за живопис від Національної організації жінок 1986 року в мерії Нью-Йорка. Вона була резидентом Центру творчих мистецтв Вірджинії з 1975 року і допомагала встановити життєво важливий зв'язок між центром, Мальтійським університетом та Центром творчості Сент-Джеймса Кавалер.

## Творчість
Картини художниці Джин Залескі були представлені на виставках за її життя і після її смерті. Вона вважала, що мистецтво вимагає вираження від художника. «Я малюю серії. Я малюю теми, які викликають потребу висловити, як я відчуваю певну тему. Часом це може бути щось Закопане глибоко в моїй підсвідомості, що проникає в сьогодення і запалює це завзяття. Тоді я повинна досліджувати цю тему, поки вогонь не розгориться, або інший предмет захопить мій дух». Більшість її робіт були натхнені образами відкриттів під час досліджень доісторичних храмів Мальти під час багатьох відвідувань. Інші картини були сповнені спогадами про її дитинство.
Окрім художніх виставок, її картини ілюстрували низку книг. Публікації поділяються на дві категорії: ілюстрації та книги художників, часто поєднуючи обидві.
- Cow/lines. Copper Beach Press. 1982. ISBN 9780914278375. з ілюстраціями Джин Залескі.
- Крилатий настрій: 24 сучасні американські поети. Мистецтво Байо. 1995. ISBN 9781896209203. за редакцією Ф. Д. Ріва проілюстровано колажними картинами Залескі.
- У 2019 році у Валлетті в Spazju Kreattiv відбулась художня виставка, на якій було представлено роботи художників з Мальти та художників-вихідців з Мальти На ній була презентована творчість Джин Залескі.

## Персональні виставки 1970—2002
- 2002: «Malta: Memories and Explorations», St James Cavalier Centre for Creativity, Malta;
- 2000: «Retrospective: Four Decades of Painting», Westbeth Gallery, New York City;
- 1997-98: Myung Sook in Lee Gallery, New York City;
- 1996: Trinity College Fine Arts Center — Hartford, CT;
- 1995: A/E Gallery, New York City;
- 1993: Sweet Briar College — Sweet Briar, VA;
- 1991: Z Gallery, New York City;
- 1988-89: Citicorp Center, New York City;
- 1987: Romano Gallery — Barnegat Light, NJ;
- 1986: Elaine Starkman Gallery, New York City;
- 1983: Hodgell Galleries — Sarasota, FL;
- 1982: Second Street Gallery — Charlottesville, VA;
- 1981: Virginia Center for the Creative Arts — Sweet Briar, VA;
- 1979-80: Alonzo Gallery, New York City;
- 1975: Adelphi University — Hempstead, NY;
- 1974: Galleria Stuciv — Florence, Italy;
- 1973: Il Gabbiano Galleries — Naples, Italy;
- 1971: Wallnuts Gallery — Philadelphia, PA;
- 1970: Neikrug Gallery, New York City.

## Групові виставки
- «Recent Acquisitions», Museum of the City of New York, New York City;
- «New York Collection», Albright Knox Museum, Buffalo, NY;
- Virginia Museum Virginia Center for the Creative Arts, Sweet Briar, VA;
- Travelling Exhibition, Bayly Museum Charlottesville, VA;
- «Painting and Paperworks: Women in the Arts» Queens College New York, NY;
- Elaine Benson Gallery Bridgehampton, NY;
- «Westbeth Artists» Westbeth Gallery New York, NY;
- «Artists Choice: Women in the Arts» Women in the Arts Gallery New York, NY;
- «Works on Paper: Women Artists» Brooklyn Museum New York, NY;
- «Connections: Painting and Poetry» Pace University New York, NY;
- «Eleven Women Artists» Sweet Briar College Sweet Briar, VA;
- «Three New York Artists» Museum of the Hudson Highlands Cornwall, NY;
- «Women Artists» City University of New York New York, NY;
- «Four New York Artists» Frick Museum Pittsburgh, PA;
- Oklahoma Art Center Oklahoma City, OK;
- Albany Institute of History and Art Albany, NY;
- National Academy of Art New York, NY;
- Palazzo Vecchio Florence, Italy;
- The Art Alliance Philadelphia, PA;
- The Print Club Philadelphia, PA;
- Denver Museum Denver, CO;
- «ART/USA» New York, NY;
- «International Women's Arts Festival», Cannes, France (Gold Medal).

## Постійні колекції
- Metropolitan Museum of Art — New York City;
- Museum of the City of New York — New York City;
- New York Public Library — New York City;
- National Museum of Fine Arts — Valletta, Malta;
- Slater Memorial Museum — Norwich, CT;
- Smithsonian Archives of American Art;
- Virginia Center for the Creative Arts — Sweet Briar, VA;
- Ragdale Foundation — Lake Forest, Il;
- American Studies Center — Naples, Italy;
- Pfizer Inc. — Corporate offices, New York City;
- Cargill LTD — Corporate offices, Winnipeg, Canada.

## Нагороди та гранти
- 1987: Artist's Space — New York, NY (Grant);
- 1982: National Endowment for the Arts/Brown University- RI (Grant);
- 1970: International Women's Arts Festival — Cannes, France (Gold Medal).

## Видані книги
- 1981: «COW/LINES» in collaboration with poet Edwin Honig Copper Beech Press, publisher — Providence, RI;
- 1995 «Winged Spirits» Collage Paintings by Jean Zaleski. With twenty-four Contemporary American Poets, poetry edited by F.D. Reeve Bayeux Arts Inc., publisher — Calgary, AB, Canada.

## Відзнаки
- 1986: National Organization for Women — Susan B. Anthony Award in the field of painting;
- 1975: White House Invitation from President Carter — delegation of five women artists.

## Стипендії
- 1975—2001: Virginia Center for the Creative Arts — Sweet Briar, VA;
- 1997: British Academy — Rome, Italy;
- 1986-92: Ragdale Foundation — Lake Forest, IL;
- 1991: Tyrone Guthrie Foundation — County Monaghan, Ireland;
- 1986: Banff Centre for the Arts — Banff, Canada;
- 1981-82: Ossabaw Foundation — Ossabaw Island, GA;
- 1977: Montalvo Center for the Arts — Saratoga, CA;
- 1971-75: MacDowell Foundation — Peterborough, NH.
- Stanford University, CA;
- Adelphi University, NY;
- Hofstra University, NY;
- Brooklyn College, NY;
- Sweet Briar College, VA;
- Hollins College, VA;
- Randolph Macon Women's College, VA;
- North Carolina Arts Council, NC;
- University of South Florida, FL;
- United States Embassy, Malta;
- St. James Cavalier Centre for Creativity, Malta.
- Who's Who in America;
- Who's Who in American Art;
- Who's Who of American Women;
- World Who's Who of Women;
- American Artists of Renown;
- Distinguished Americans;
- International Who's Who of Professional and Business Women;
- Men and Women of Distinction;
- Who's Who in Society.